# František Hanc
František Hanc (ur. 2 kwietnia 1974 w Preszowie) – słowacki piłkarz, grający na pozycji obrońcy.

## Kariera piłkarska

### Kariera klubowa
Występował w klubie Chemlon Humenné, a potem w MFK Koszyce, skąd podczas przerwy zimowej sezonu 2001/02 przeszedł do Karpat Lwów. Latem po jednym występie w Borysfenie Boryspol przeszedł do Arsenału Kijów, ale nie zagrał żadnego meczu. Potem wrócił do Słowacji, gdzie bronił barw klubu Artmedia Petržalka Bratysława. Latem 2004 opuścił bratysławski klub. Po występach w austriackim SV Mattersburg zakończył karierę piłkarską w MFK Snina.

## Sukcesy i odznaczenia

### Sukcesy klubowe
- zdobywca Pucharu Słowacji: 2004